# Creu de Muntaner
La Creu de Muntaner és una obra neoclàssica de Sant Joan Despí (Baix Llobregat) inclosa a l'Inventari del Patrimoni Arquitectònic de Catalunya.

## Descripció
En un traster de l'ermita del Bonviatge es conserven les restes del que fou la creu de Muntaner: un fust cilíndric de pedra, de superfície estriada, acabat amb una motllura troncopiramidal.

## Història
Aquesta creu estava situada prop l'autopista A-2, en l'encreuament dels actuals carrers de Rubió i Tudurí amb el carrer de Les Vinyes. Sembla que durant la dècada dels 70 va ser enretirada degut a les obres de l'autopista. Per documents gràfics antics (Arxiu Bastardes, 1917) la creu ja no estava sencera, doncs i mancava la creu, pròpiament dita, que tot apunta que era de ferro. El fust estava muntat sobre un basament de pedra, esglaonat, de planta circular.
La ubicació inicial, en un punt alt, sembla que era just a meitat del camí entre el nucli antic de Sant Joan Despí i el de St. Just Desvern
No és fins al 1845 quan es té constància del carrer o raval de la Creu de Muntaner.